# Kicki Ilander
Eva Kristina "Kicki" Ilander, född 8 september 1957 i Linköping, är en svensk scenograf och kläddesigner. 
Familjen flyttade tidigt till Kumla i Närke där Kicki Ilander växte upp. Hon började arbeta med kostym för film i mitten av 1980-talet
Ilander tilldelades en Guldmask för bästa teaterscenografi 1992 och en Guldbagge för särskilda insatser inom kostymdesign 2008. Hon har sedan tilldelats ytterligare tre Guldbaggar för bästa kostymdesign: 2013 för kostymerna till Monica Z, 2016 för Den allvarsamma leken och 2020 för Nelly Rapp – Monsteragent. Hon har även nominerats ytterligare en gång. Med sina fyra vinster är Ilander den person som tilldelats flest Guldbaggar för bäst kostym. 